# Rak odbytu
Rak odbytu – nowotwór złośliwy wywodzący się z odbytu, najczęściej typu raka płaskonabłonkowego. Jest jednostką o odmiennym przebiegu i leczeniu niż rak jelita grubego.

## Epidemiologia
Zapadalność na raka odbytu w Stanach Zjednoczonych wynosi 1,3/100 000/rok u białych mężczyzn i 1,8/100 000/rok u białych kobiet.

## Objawy
Objawy raka odbytu to wzdęcia i zmiana rytmu wypróżnień, guzek w pobliżu odbytu, krwawienie z odbytu, świąd lub obecność wydzieliny.

## Czynniki ryzyka
- Posiadanie wielu partnerów seksualnych lub uprawianie seksu analnego[4]. Mężczyźni zakażeni wirusem HPV mają 17-krotnie zwiększone ryzyko wystąpienia raka odbytu[5].
- Immunosupresja, często powiązana z zakażeniem HIV[4][6]. Mężczyźni homoseksualni mają zwiększone ryzyko zapadnięcia na raka odbytu bez względu na to, czy są zakażeni wirusem HIV, czy nie[2].
- Palenie tytoniu – aktualni palacze[7] znajdują się w grupie większego ryzyka powstania raka odbytu niż osoby niepalące[4][8].
- Łagodne zmiany w odbycie (w przebiegu nieswoistych zapaleń jelit[9], guzki krwawnicze, przetoki).

## Klasyfikacja ICD10
| kod ICD10     | nazwa choroby                                        |
| ------------- | ---------------------------------------------------- |
| ICD-10: C21   | Nowotwór złośliwy odbytu i kanału odbytu             |
| ICD-10: C21.0 | Odbyt, nieokreślony                                  |
| ICD-10: C21.1 | Kanał odbytu                                         |
| ICD-10: C21.2 | Strefa kloakogenna                                   |
| ICD-10: C21.9 | Zmiana przekraczająca granice odbytu i kanału odbytu |